# Seiðr
Seiðr ist in der nordgermanischen Religion eine besondere Form von Trolldom, womit ganz allgemein Magie bezeichnet wird. Synonym dazu tritt auch Fjölkynngi (isländisch fjöl = „viel, vielfältig“ & kynngi = „magisch“) im Sinne von Hexerei (vielwissend) auf. Seiðr ist von anderen Arten der Magie zu unterscheiden. Allerdings gibt es in der wissenschaftlichen Literatur keinen Konsens darüber, was Seiðr genau beinhaltet. Das äußert sich darin, welche in Quellen geschilderten Vorgänge als Seiðr betrachtet und als Beispiele herangezogen werden. Dies lässt sich an der Beurteilung der Vorgänge in Herjolvsnes in Grönland zeigen, wo eine Völva die Zukunft weissagt. Dag Strömbeck, Brit Solli und Catharina Raudvere behandeln das Ritual als „Seiðr“. François-Xavier Dillmann weist darauf hin, dass in dieser Geschichte viele Elemente, die für Seiðr als wesentlich erachtet werden, fehlen und von den Forschern hineininterpretiert worden seien.
Der Runenzauber, das „Draußensitzen“ (útiseta) und die Weissagung (Spádom) ohne Ritual werden in aller Regel nicht mit Seiðr in Verbindung gebracht. Der Begriff wird nicht nur für germanische Seiðmenn verwendet, sondern auch von Samen ausgeübte Magie wird in der Literatur hin und wieder mit Seiðr bezeichnet.

## Etymologie
In der Forschung werden mehrere Lösungen für die Etymologie des Wortes diskutiert. Manchmal wird es mit der Wurzel sei- „singen“ verglichen. Eine andere Herleitung weist auf die Homologie zu seiðr „Band“ (vgl. Deutsch Saite) hin, so dass seiðr ursprünglich ein magisches Band gewesen sei.
Jan de Vries spekuliert, unter Hinweis auf Finnisch soida „klingen“ und soittaa „auf einem Instrument spielen“, für möglich, dass das Wort aus dem finnugrischen Sprachraum in das Indogermanische gelangt sein könnte. Jurij Kusmenko argumentiert – unter Berücksichtigung aller bisherigen älteren Theorien –, dass es sich um ein samisches Lehnwort im Altnordischen handelt.

## Seiðr im nordgermanischen Mythos
Das Wort „Seiðr“ kommt im Verhältnis der gesamten altnordischen Textmenge sehr selten vor. Johan Fritzner weist in seinen Ordbog over Det gamle norske Sprog 17 Stellen nach. Die wissenschaftliche Literatur füllt diesen Mangel damit auf, dass viele Zauberhandlungen, bei denen der Ausdruck nicht gebraucht wird, die aber einige Elemente des Seiðr enthalten, sowie auch Zauberhandlungen von Samen, die eigentlich dem samischen Schamanismus zuzurechnen sind, unter den Begriff des Seiðr fassen.
Die ältesten Belege finden sich in der Sigurðardrápa, einem alten Skaldengedicht aus der Zeit um 960, und der Edda (Völuspá und Hyndlulióð).
In der Sigurðardrápa heißt es in der dritten Strophe am Ende: „seið Yggr til Rindar“. (Yggr (ein Name Odins) bekam Rindr (eine Frau) durch Seiðr, verführte sie also durch Zauber).
In Strophe 22 der Völuspá heißt es:
| Heiði hana hétu hvars til húsa kom, völu velspáa, vitti hon ganda; seið hon, hvars hon kunni, seið hon hug leikinn, æ var hon angan illrar brúðar. | Man nannte sie Heiðr. Wo sie ins Haus kam. die weissagende Völva, verwendete sie Zauberstäbe. Sie trieb Seiðr, was sie konnte, Sie wandte die Sinne der Menschen zum Seiðr Immer war sie angenehm bösartigen Frauen. |

In Strophe 33 der Hyndlulióð heißt es:
| Ero vǫlor allar, frá Viðólfi vitkar allir frá Vilmeiði, [en] seiðberendr fra Svarthǫfða iǫtnar alli fra Ymir komnir. | Alle Seherinnen stammen von Viðólfr ab, alle Hexer von Vilmeiðr [und] die Zauberkundigen von Svarthöfði, alle Riesen [sind] von Ymir gekommen. |

Hier ist von besonderem Interesse das Wort „Seiðberendr“, das nur in an dieser Stelle vorkommt. -berendr wird meist zu „bera“ = besitzen, ausführen gestellt, Seiðberendr = einer der Seiðr besitzt oder ausführt. Dag Strömbäck allerdings weist darauf hin, dass „berendi“ auch als Bezeichnung für das weibliche Geschlechtsteil bezeugt ist und sieht in „seiðberendr“ eine obszöne Bezeichnung.
Im von Snorri überlieferten nordgermanischen Religionsmythos wird der Seiðr an die mächtige Muttergottheit Freya geknüpft. Snorri schreibt in der Ynglingasaga, sie habe die Asen diese Kunst gelehrt. Ein anderer Mythos knüpft den Seiðr an Odin. Hier spielt der besondere Gesang „Galder“ die entscheidende Rolle. Galder ist eine uralte magische Poesieform mit einem eigenen Versmaß „Galdralag“. Vermutlich soll der „Galder“ im Falsett gesungen worden sein. Das kann im Zusammenhang mit dem Geschlechterwechsel und dem Transvestitismus gesehen werden, der oft mit Galder und Seiðr verbunden gewesen sein soll. Ein Mann, der den Gesangsritus ausgeführt habe, soll sich in Frauenkleider gekleidet und die Frauenstimme nachgeahmt haben. Odin kannte 18 verschiedene Gesänge, von denen 17 in ihrer Wirkung beschrieben werden, der 18. Gesang aber Odins Geheimnis bleibt. Wenn Odin zum Seiðr greift, so nicht, um Schadenzauber auszuführen, sondern um ihn die Grenzen menschlichen Wissens überschreiten zu lassen.
Loki beschreibt in der Lokasenna Odins magisches Auftreten und bezeichnet es als Seiðr:
| En þik síða kóðo Sámseyo í, ok draptu á vétt sem völor, vitka líki fórtu verþjóð yfir, ok hugða ek þat args aðal. | Von dir sagt man, du habest in Sámsey Zauberei betrieben und mit einem Stab auf einen Deckel geschlagen, in Frauengestalt zogst du durchs Volk, und das scheint mir weibisch. |

Dabei ist das Wort „arg“ in der letzten Zeile bedeutsam: Es bedeutet weibisches Auftreten, passive Homosexualität und rituelle Änderung des Geschlechts. Odin hat durchaus schamanistische Züge. Allerdings wird je nach Übersetzung nicht deutlich, was Odin konkret vorgeworfen wird: Ob Frauenkleidung oder Befassung mit einer Tätigkeit, die Frauen vorbehalten war.
Es ist umstritten, worin das „arg“ lag, das den Seiðr so verachtenswert machte. Margret Clunies Ross meint, dass es die passive Rolle beim Seiðr sei, indem sich der Seið-Mann willig von Hilfsgeistern wie in einem homosexuellen Akt sozusagen penetrieren lasse. Brit Solli weist demgegenüber darauf hin, dass auch bei den Berserkern die Geister von Bären oder Wölfen in diese eindrangen, wenn sie in Raserei gerieten, ohne dass ihnen die Männlichkeit abgesprochen wurde. Abgesehen davon seien die Zauberer keineswegs nur passiv gewesen, sondern hätten sehr aktiv am Entstehen der Seance mitgewirkt. Buchholz meint, dass das Ekstatische des Seiðr der Anlass zur Verachtung war. Als Odin bei seinem Selbstopfer am Baum hing, hätten die besonderen Schmerzen zur Ekstase beigetragen, die zu seiner Reise nach Hel erforderlich gewesen sei. Solli erwägt, ob nicht das Erhängen durch die verminderte Luftzufuhr die sexuelle Ekstase erhöht habe und geht dabei offenbar davon aus, dass sich Odin am Hals aufgehängt habe. Diese sexuelle Ekstase sei dann Gegenstand des „arg“ gewesen.

## Überlieferung

### Geschichtswerke
Als ältestes Vorkommen des Wortes Seiðr könnte der Runenstein in der Kirche von Sønder Vinge in Dänemark sein. Doch die Entzifferung ist wegen der vielen Lakunen nicht eindeutig. Im Übrigen ist das Wort nur aus den literarischen altwestnordischen Quellen bekannt.

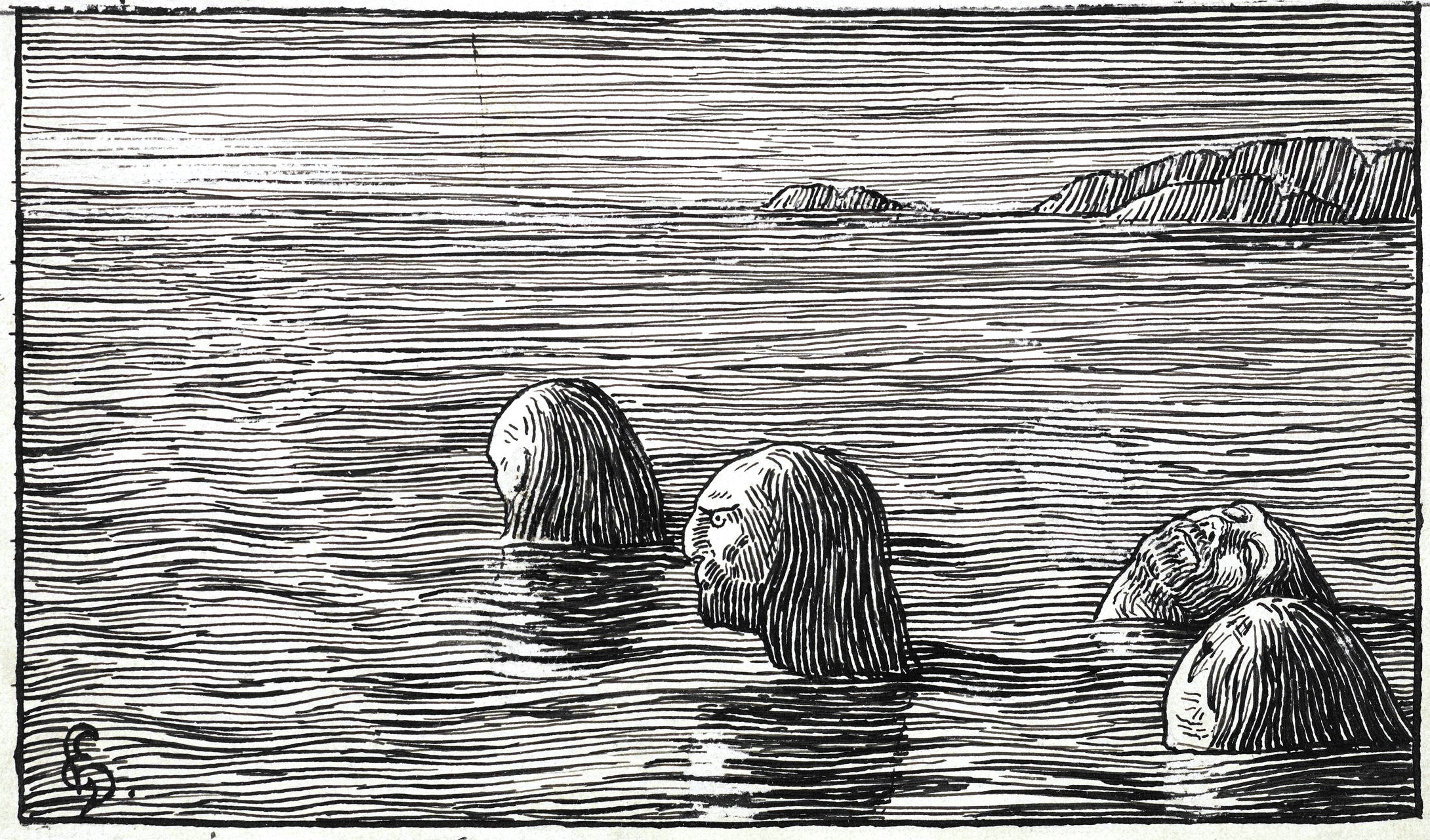
Die Zauberer werden ertränkt. Zeichnung von Halfdan Egidius.

In der Ynglinga saga ist vom Tod der Könige Vanlandi und Vibur die Rede, den die samische Zauberin Huld durch Seiðr verursacht habe. Diese beiden Gestalten sind auch in der Historia Norvegiae erwähnt und sind wohl dem verlorenen Werk von Ari inn froði entnommen. In der Historia Norvegiae ist von Seiðr nicht die Rede. Ein Nachtmahr habe Vanlandi erstickt.
In der Heimskringla wird erzählt, dass Rögnvaldur réttilbeina (Geradebein) – ein Sohn Haraldr Hårfagres mit der Samin Snøfrid Svåsedotter – ein Meister des Seiðr wurde, sein Vater aber die Zauberei hasste. Erich Blutaxt verbrannte auf Geheiß seines Vaters ihn samt 80 Zauberern. Nach der Historia Norvegiae wurde er ertränkt, die für „seiðmenn“ übliche Hinrichtungsart. Möglicherweise hielt sein Vater ihn für pervers. Sein Enkel Eivindr kelda war ebenfalls ein großer Zauberer. In der Geschichte über Olav Tryggvason wird geschildert, wie dieser die Zauberer außer Landes verwies und die Gebliebenen zu einem Trinkgelage einlud und die Betrunkenen alle im Saal verbrannte. Nur Eivindr kelda entkam durch eine Dachluke. Er wurde dann mit vielen anderen Zauberern bei Ögvaldsnes gefasst, und alle wurden bei Ebbe auf eine bei Flut unter Wasser stehende Schäre gebracht und festgebunden. So ertranken sie alle. Von Schadenzauber ist zwar nicht die Rede, es ergibt sich aber aus dem Zusammenhang. Bezeichnend ist bei der Festnahme von Eivindr kelda, dass er in der Nacht kommend sich und seine Begleiter durch Seiðr in dichten Nebel hüllte, so dass er von den Begleitern des Königs nicht gesehen werden konnte. Als es aber Tag wurde, da blieb der Nebel für die Zauberer, so dass sie sich nicht orientieren konnten, aber die Begleiter des Königs konnten sie sehen, wie sie orientierungslos umherirrten.
Haraldr Hårfagr (Haraldr Hårfagres) verfiel der Samin Snæfriður (Snøfrid Svåsedotter) durch den Seiðr ihres Vaters, so dass er mehrere Jahre keine Regierungsgeschäfte wahrnahm. Als sie gestorben war, konnte er ihre Verwesung über drei Jahre nicht wahrnehmen, bis seine Gefährten den Zauber durchbrachen und er den Verwesungsgeruch wahrnahm. Er hatte von ihr vier Söhne. Die Episode sollte einerseits seine Aversion gegen die Zauberei erklären und auch durch die Nachkommen der beiden den Samen einen Platz in der norwegischen Gesellschaft sichern, ihnen also eine Integration anbieten, die deren Loyalität sichern sollte.
Der Dänenkönig Harald Blauzahn ließ einen Zauberer in Gestalt eines Wals nach Island reisen, um sich über die dortigen Zustände zu unterrichten. Dieser berichtete von Drachen und Unholden dort.

„… ek em einn andi, kviknaður í mannslíkam með fjölkynngi Finna, en faðir minn ok móðir fengu áður ekki barn átt“. Síðan dó Eyvindr ok hafði verið hinn fjölkunngasti maður.

„„… Ich bin ein Geist, durch Finnenzauber in einem Menschenkörper lebendig geworden, und mein Vater und meine Mutter konnten vorher kein Kind bekommen.“ Darauf starb Eiyvindr, der einer der zauberkundigsten Männer gewesen war.“

„… fylgði honum (Þóris hjartar) mikill fjölði Finna þegar er hann þurfti. Rauður var blótmaður mikill ok
mjök fjölkunnigur. … Reri Rauður með dreka sinn út til hafs ok því næst lét hann draga segl sitt. Rauðr hafði jafnan byr hvert er hann vildi sigla, ok var það af fjölkynngi hans.“

„Er (Rauður) hatte viele Finnen in seinem Gefolge, wenn er sie nötig hatte. Rauður war noch ein großer Opferer und zauberkundig. … [Es folgt eine Seeschlacht mit König Olav Tryggvason, die Rauður verlor.] … Rauður ruderte mit seinem Drachen aufs hohe Meer und ließ die Segel hissen. Rauður hatte immer günstigen Fahrtwind, wohin er auch segelte, und das wirkte seine Zauberkunst.“

### Sagas
In den Sagas wird selten von Seiðr berichtet, dafür umso häufiger von anderer Zauberei. Die heutige Skandinavistik weist darauf hin, dass bei den Texten der Sagas berücksichtigt werden müsse, dass keiner der Autoren die Durchführung eines Seiðr aus eigener Anschauung gekannt habe und einige ältere Überlieferungen vielleicht missverstanden hätten. Jedenfalls sei den Schilderungen ein genauer Hergang des Rituals nicht zu entnehmen. Es sei also mit einer gelehrten Konstruktion christlicher Autoren zu rechnen, für die der Seiðr von vornherein des Teufels gewesen sei. Allerdings zeigen die unten aufgeführten Beispiele keine christlich motivierte Voreingenommenheit.
Das Wort Seiðr wird in der Egils saga verwendet, als Gunnhildur zauberte, dass Egill Skallagrímsson niemals Ruhe auf Island haben solle, bis sie ihn sähe.
Auch in der Gísla saga Súrssonar wird von einem Seiðr berichtet, der denjenigen der Blutrache ausliefern solle, der Þorgrím erschlagen hatte.

„Nú flytr Þorgrímr fra, seiðinn og veitir ser umbúð eftir venju sinni ok gerir sér hjall, ok fremr hann þetta fjölkynninngiliga meðallri ergi ok skelmiskap“

„Nun machte sich Þorgrím ans Zaubern und bereitete alles nach seiner Gewohnheit vor. Er machte sich ein Podest und vollzog dann diese Zauberei mit viel Bosheit und Arglist.“

Hier ist zum einen zu erkennen, dass Seiðr und Fjölkynngi synonym gebraucht werden. Das Wort „ergi“ zeigt, dass er dabei das abstoßende Verhalten „arg“ an den Tag legte.
In der Eiríks saga rauða (Saga über Erik den Roten) wird im vierten Kapitel von einer Seherin namens Þorbjörg berichtet. Sie sollte etwas über den weiteren Verlauf einer Hungersnot in Grönland voraussagen. Lotte Hedeager verweist auf die Parallelität der Schilderung mit den überlieferten Schilderungen aus dem Beginn des 18. Jahrhunderts, die von Missionaren über heidnische samische Rituale verfasst wurden.
In der Laxdæla saga errichten Kotkell und seine Söhne am Ufer ein Zaubergerüst (Seiðhiall), steigen hinauf und erzeugen mit einem Zaubergesang (Galdrar) einen Schneesturm. Später töten sie Hrúts Sohn Kári durch Zaubergesang, indem sie auf das Dach des Hauses steigen und dort ihren Zaubergesang anstimmen.
In der Friðjófs saga hins frækna (Saga von Frithjof dem Kühnen) besteigen zwei Zauberinnen ein Gerüst und beschwören einen schweren Sturm herauf, der Friðjófs Schiff vernichten soll. Sie erscheinen ihm auf dem Meer, und er hält auf sie zu, so dass er ihre Knochen zerbricht. Gleichzeitig fallen die Zauberinnen von ihrem Gerüst.
In der Göngu-Hrolfs saga wird in der Einleitung angekündigt, dass von Seiðr die Rede sein werde, der den einen Unglück und Tod, den anderen Reichtum und Ehre bringen werde. Von einem Seiðr wird berichtet, der Sørkvi unverwundbar macht. Später wird berichtet, dass Grímr der Schreckliche durch Zauber eine Reise Hrolfs zu verhindern suchte und einen mehrtägigen Eissturm über seine Schiffe brachte. Grímr hatte zudem zwölf Zauberer aus Ermsland zu König Erik geschickt, die sich unterwegs in einem Haus im Wald aufhielten. Ein Mitglied der Mannschaft, der Zwerg Møndull, lief in das Haus und unter den Seiðr-Hochsitz, der auf vier Balken errichtet war, während die Zaubergesänge gesungen wurden, und verfälschte den Seiðr so, dass die Zauberer alle verwirrt aus dem Haus über die Uferklippen in den Tod liefen.

## Charakteristika des Seiðr
Ein wichtiges und fast durchgängig erwähntes Requisit beim Seiðr ist der erhöhte Sitz oder Stand. In einem Fall dient auch ein Hausdach als erhöhter Stand, wie der erwähnte Seiðr Kotkels gegen Hrút in der Laxdæla saga zeigt. Im Hause sitzt die Völva auf einem Stuhl, der höher gedacht wird, als der Hochsitz des Hausherrn. Im Freien werden große Zaubergerüste errichtet, auf denen mehrere Zauberer Platz haben. Dahinter steht wohl die Vorstellung, dass Seiðr und auch die Weissagung deutlich getrennt von der profanan Welt zu vollziehen sind. Jacob Grimm in seiner Deutschen Mythologie und Richard M. Meyer in Altgermanische Religionsgeschichte weisen auf die Verwandtschaft zwischen „Seiðhjallr“ und dem Dreifuß der delphischen Wahrsagerin hin. Auch nach Diodor XVI, 26 besteigt die Seherin eine erhöhte Konstruktion, um von dort zu prophezeien.
Ein weiteres fast durchgängig geschildertes Merkmal ist, dass der Seiðr zu mehreren ausgeführt wird. Wo die Vernichtung der Zauberer geschildert wird, ist mal von 30, mal von 80 Zauberern die Rede. Bei Kotkell in der Laxdæla saga ist die ganze Familie beteiligt. In der Episode der grönländischen Völva in der Saga von Eirik dem Roten, bei der es umstritten ist, ob es sich tatsächlich um Seiðr handelte, sind viele Frauen anwesend, die allerdings das von der Völva geforderte Lied „Varðlokkur“ nicht beherrschen. Daher bleibt es bei einem Sologesang der Guðriður. Auch im oben angeführten Zitat aus der Geschichte von Olav Tryggvason wird berichtet, dass Rauður viele Finnen bei sich hatte, wenn er ihrer bedurfte. Dass der Seiðr von einer Einzelperson ohne Hilfe ausgeführt wird, ist nur an wenigen Stellen überliefert.
Aufgabe dieser Helfer ist das Anstimmen des Zaubergesanges im Chor, was den für den Seiðr erforderlichen Trancezustand hervorrufen sollte. Nach der Laxdæla saga war der Gesang wohltönend, nach Göngu-Hrólfs saga war er misstönend. Auch hier gibt es deutliche Parallelen zu den Praktiken der Noajde bei den Samen, sich mit einem besonderen Gesang in Trance zu versetzen. In der Eiríks saga rauða verlangt die Völva, dass ein Gesang „Varðlokkur“ oder „Varðlokur“ (je nach Handschrift) angestimmt werde. Dieses Wort kommt nur hier vor und ist sonst nirgends überliefert. „Varðlokkur“ wird als Lockgesang für die Geister aufgefasst, während „Varðlokur“ als „schützende Schlösser“ zu übersetzen wäre, also ein Gesang zum Schutze der Seherin wäre. Nach Magnus Olsen handelt es sich um einen Gesang eines im Kreis um die Völva aufgestellten Chores, der die Geister festhalten und zwingen soll, der Seherin die gewünschten Auskünfte über die Zukunft zu geben. Dag Strömbäck bezieht aus den Parallelen mit den samischen Praktiken die Auslegung, dass die Person, die den Seiðr ausübt, durch den Chorgesang in Trance gebracht werde und ihren Körper verlasse, während der Körper wie leblos auf dem Boden liege. In der Eiriks saga ist von einem Chor nicht die Rede. Dann beginne einer der Helfer mit besonderen Kenntnissen mit dem „Varðlokkur“, einem dem Joik der Samen entsprechenden Gesang, die Freiseele des Zauberers in seinen Körper zurückzurufen. Dem wird aber widersprochen, da von einer Trance nicht die Rede sei. Im Gegenteil, der Gesang fand erst nach der Seance statt, und die Seherin Þorbjörg bedankte sich für den Gesang, war also ganz bei Sinnen. Überhaupt, meint Dillmann, werde bei der Auslegung und Heranziehung dieser Episode viel hineinphantasiert, und er weist die Ansicht zurück, dass sie ein Zeugnis schamanistischer Ideen oder Praxis im alten Skandinavien sei.
Weiterhin gehört beim Seiðr zur Ausrüstung ein Stab (Seiðstafr). Er wird sowohl in der Eiríks saga als auch in der Laxdæla genannt und beschrieben. Er ist auch bei den Schamanen ein besonderes Requisit und wird dem Schamanen im Grab beigelegt.
Man kann, wenn man die vielzitierte Episode in der Eiriks saga rauða nicht dem Seiðr zuordnet, sehen, dass auch das Ritual des Wahrsagens viele Elemente des Seiðr enthält.

## Seiðr und Schamanismus
Es ist umstritten, ob man den Ausdruck „Schamanismus“ für vorchristliche nordische Mythen und den damit zusammenhängenden Kult verwenden kann. Ursprünglich war der Schamanismus eine fachliche Bezeichnung für ein Phänomen, das in nordasiatischen und arktischen Kulturkreis gehört. Später wurde der Ausdruck in der Forschung für verschiedene Arten der Magie verwendet. Wenn man für den Schamanismus die ekstatische Seelenreise für ein ausreichendes Kriterium hält, dann kann man Odin als Schamanen bezeichnen. Aber damit würden viele andere Seiten Odins verdeckt. Seine wichtige Stellung als göttlicher Herrscher würde damit nicht erfasst. Richtiger ist wohl, den altnordischen Seiðr vom samischen Schamanismus zu unterscheiden. Denn vieles deutet darauf hin, dass die samischen Schamanen als tüchtiger und kraftvoller galten als die altnordischen Zauberer (Seiðmenn) oder Zauberinnen.
Auch das Verhältnis zwischen Seiðr und Schamanismus ist umstritten. Die Parallelen zu den Noajde bei den Samen, wie sie von Isaac Olsen (ca. 1680–1739) geschildert wurden, sind auffallend. Beide konnten nach Olsen Seelenreisen unternehmen und ihre Körper wechseln, hatten Tierseelen, übten Wahrsagerei aus und hatten die Macht, Unwetter hervorzubringen.
Wenn auch das Auftreten dieser Elemente bei den altnordischen Seiðmenn im Einzelnen umstritten ist, so herrscht doch weitgehende Einigkeit über die Elemente des zirkumpolaren Schamanismus: Die Hilfsgeister, die Freiseele, die Seelenreisen, die Ekstase und Trance, die Heilungen und die Prophezeiungen. Wenn auch der sibirische Schamanismus als der klassische angesehen wird, so zeigen Felsritzungen in Alta und Höhlenmalereien in Nordland, dass schamanistische Rituale dort bereits um 2000 v. Chr., also in der Übergangszeit zwischen der jüngeren Steinzeit und der frühen Metallzeit, Fuß gefasst hatten.
Johan Fritzner meinte, dass der samische Schamanismus ursprünglich von den Skandinaviern übernommen worden sei. Diese Meinung hat sich nicht behaupten können. Die Frage einer Übernahme von einer Seite wird als unbeantwortbar heute nicht mehr weiter verfolgt, weil ihr ein nicht mehr vertretener Diffusionismus zu Grunde liege und die Mythen in einer Region sich bereits bei ihrer Entstehung wechselweise beeinflusst hätten.
Sowohl bei den Samen als auch bei der altnordischen Bevölkerung findet man die gleiche Vorstellung von magischen Waffen und Kleidern. Der altnordische heidnische Glaube, nicht zuletzt der Odinskult, hat klar schamanistische Züge. Allerdings weist Åke Ohlmarks darauf hin, dass bei keiner Beschreibung eines Seiðr in den Sagas von einer tiefen Trance oder Ekstase die Rede sei. Mircea Eliade hält die Seelenreise für einen wesentlichen Bestandteil des Schamanismus, weshalb er den Seiðr nur für schamanismusähnlich hält, denn eine Seelenreise komme bei den altnordischen Seiðr nicht vor, während Åke Hultkrantz den Blick in die Zukunft für das wesentliche Element des Schamanismus hält – mit oder ohne Seelenreise. Auch Brit Solli betont die Parallelen zwischen Odins Selbstopfer in der Hávamál und schamanistischen Initiationsriten. Die meisten Forscher bezweifeln aber nicht, dass der Seiðr in seinen Grundzügen schamanistisch sei.
Nach Mircea Eliade war bei den sibirischen Schamanen die Veränderung des Geschlechts oder der Transvestitismus üblich. Dazu hätten ihn die Geister gezwungen. In Kap. 7 der Ynglingasaga schreibt Snorri, dass mit dem „Fjölkunngi“ so viel „ergi“ verbunden war, dass die Männer sich schämten, ihn zu betreiben und man diese Kunst die Tempelpriesterinnen lehrte. Buchholz geht davon aus, dass „ergi“ ein elementarer Bestandteil des Seiðr sei und daher auch auf Frauen Anwendung finde. Bei den Tempelpriesterinnen sei „ergi“ als nicht so schimpflich angesehen worden. Er verweist dabei auf eine Stelle der Egils saga einhenda ok Ásmundar berserkjabana Kap. 12, wo die weibliche sexuelle Gier mit „ergi“ bezeichnet werde. Damit wird aber dieser Stelle ein zu großes Gewicht beigemessen. Allenfalls wird man davon ausgehen können, dass auch zum Mittel sexueller Erregung gegriffen wurde, um eine Trance zu erreichen, von der allerdings bestritten wird, dass sie Bestandteil des altnordischen Seiðr gewesen ist. Die Warnung vor dem Geschlechtsverkehr mit Zauberinnen in den Versen 114 und 115 der Hávamál scheint in die gleiche Richtung zu weisen. Er mache wahnsinnig. Aber Catharina Raudvere weist darauf hin, dass im Zusammenhang mit Seiðr nirgends von sexuellen Aktivitäten oder erotischer Symbolik die Rede ist.
„Ruohtta-áibmu“ war das Totenreich der Samen, wo der Todesdämon Ruohtta herrschte. Dieses Totenreich war auch mit Pferd und Pferdeopfer verbunden. Von vielen früheren Forschern, die von einem diffusionistischen Modell ausgingen, war angenommen worden, dass es sich um eine kulturelle Entlehnung von den Nachbarn der Samen handele, und deshalb wurden diese Vorstellungen zu Entlehnungen aus dem altnordischen Glauben (Odin, Sleipnir) erklärt. Aber das Pferdemotiv ist auch als Hängeschmuck aus samischen Gräbern bekannt. Das achtbeinige Pferd ist bei sibirischen Schamanen im Zusammenhang mit ekstatischen Erfahrungen allgemein bekannt. Dieser Schmuck wurde in Karelien und in den baltischen Gebieten und auch in Gebieten weiter im Osten hergestellt.
Dag Strömbäck weist außerdem darauf hin, dass bei den Samen der Schamanismus von Männern ausgeführt zu werden pflegt, jedoch bei den ostsibirischen Völkern Männer und Frauen gleichermaßen den Schamanismus ausüben, wobei bei vielen Stämmen der von Frauen ausgeübte Zauber als mächtiger angesehen werde, als der von Männern, so dass vermutet werde, dass jener der ursprüngliche und der von Männern ausgeübte nur sekundär sei.

## Weißer Seiðr
Wenn vom Seiðr auch überwiegend als Schadenzauber berichtet wird, so war er darauf nicht festgelegt. Man unterscheidet daher den „divinatorischen (oder weißen) Seiðr“ vom „schwarzen Seiðr“.
Der weiße Seiðr wird in der Überlieferung nur Frauen zugeschrieben. In der Landnáma bók wird eine Frau Þuríður sundafyllir (Fjordfüllerin) erwähnt, die ihren Beinamen einem Zauber (hún seiddi) verdankte, mit dem sie in Hålogaland bei einer Hungersnot jeden Fjord mit Fischen füllte. Er kommt außerdem in dem bereits erwähnten vierten Kapitel der Eiríks saga rauða, in der Vatnsdæla saga, der Örvar-Odds saga und im Órms Þáttr Stórólfssonar vor. Wie der Zauber genau vor sich geht, wird nicht geschildert, dafür aber die Vorbereitungen und das Verhalten der Umstehenden. Die Schilderungen gleichen sich im Wesentlichen: Die Völva wandert von Hof zu Hof und wird eingeladen. Sie wird mit höchsten Ehrbezeigungen empfangen, und es wird sorgfältig für ihre Bequemlichkeit gesorgt. Nach dem Abschluss der Seance geht ein jeder von seinem Platz zu ihr hin und fragt sie nach seinen besonderen Angelegenheiten. Zuletzt wird sie beim Aufbruch noch beschenkt.
In allen Fällen findet er außerhalb Islands statt. Nach Finnur Jónsson waren in Island umherwandernde professionelle Weissagerinnen unbekannt. Von Þorbjörg in der Eiriks saga rauða nimmt er daher an, dass sie direkt aus Norwegen nach Grönland gekommen sei. Dag Ströbeck bezweifelt das, da die Saga in Island verfasst sicher auf eigenen Erfahrungen des Autors aufbaue. Abgesehen davon seien viele hellsichtige Frauen in den Sagas erwähnt.

## Das Ende des Seiðr
Der Begriff „Seiðr“ als gegenwärtiges Verfahren ist 1281 nachzuweisen. Eine Verordnung des Königs Erik II. Magnusson und des Bischofs Árni Þorláksson behandelt die Bestrafung des Seiðr. „Man soll sie auf die See bringen und sie versenken.“ Die gleiche Regelung gab es bereits im älteren Christenrecht des Gulathingslov aus dem 12. Jahrhundert in der Gestalt der Reformen durch Øystein Erlendsson und Erling Skakke. Ein Bußkatalog des Bischofs Jón Halldórssons von 1326 zählt in einer Handschrift den Seiðr als bußwürdigen Tatbestand auf.
Die Magie mit Amuletten und besonderen Zeichen blieb erhalten und erlebte im 17. Jahrhundert einen Höhepunkt. Das bezeugen die Hexenprozesse bis 1720.